# Fritz Schwitzgebel

Fritz Schwitzgebel im Reichstagshandbuch 1938

Friedrich Schwitzgebel, genannt Fritz Schwitzgebel (* 19. September 1888 in Waldmohr; † 19. Juni 1957 in Zweibrücken) war ein deutscher Politiker (NSDAP) und Oberbürgermeister von Saarbrücken.

## Leben
Nach dem Besuch der Volksschule und des Gymnasiums in Zweibrücken studierte der Sohn eines Volksschullehrers nach dem 1908 abgelegten Abitur neuere Sprachen in München, Straßburg und Nancy. Von 1912 bis 1914 war er als Hauslehrer im englischen Folkestone beschäftigt.
Ab 1914 nahm Schwitzgebel als Kriegsfreiwilliger im 22. Infanterie-Regiment „Fürst Wilhelm von Hohenzollern“ der Bayerischen Armee am Ersten Weltkrieg teil. Im weiteren Verlauf des Krieges wurde er als Leutnant der Reserve im 17. Infanterie-Regiment „Orff“ eingesetzt und mit beiden Klassen des Eisernen Kreuzes, dem Militärverdienstorden IV. Klasse sowie dem Verwundetenabzeichen in Schwarz ausgezeichnet. Im November 1918 wurde er aus der Armee entlassen.
Anschließend war er Gemeindeschreiber in Mittelbach, studierte ab Mai 1919 an der Rheinischen Friedrich-Wilhelms-Universität Bonn Anglistik, Romanistik und Geographie und legte 1923 die Lehramtsprüfung ab. Da er sich weigerte, eine Verpflichtungserklärung zu unterschreiben, versagte die Interalliierte Rheinlandkommission ihm die Beschäftigung als Studienrat in Zweibrücken. Schließlich bestritt er seinen Lebensunterhalt bei den Chamottewerken in Homburg und nach seiner Ausweisung aus dem Saargebiet wegen illegaler politischer Betätigung ab Januar 1924 als Büroangestellter in Gleuel. Nach Ablegung zweier weiterer Lehramtsprüfungen 1924 und 1925 war er bis 1932 als Hauptlehrer an der Oberrealschule in Zweibrücken im Schuldienst.
Im Januar 1926 trat er der Sturmabteilung (SA) und der NSDAP (Mitgliedsnummer 28.464) bei. Von Anfang Dezember 1928 bis Anfang August 1934 amtierte er als stellvertretender Gauleiter. Er war bis 1935 Führer der pfälzischen und saarländischen Sektion der SA, der SA-Brigade 51 (Pfalz-Saar) und ab 1934 zusätzlich kommissarisch der SA-Brigade 151 „Westpfalz“. Im November 1937 wurde er in der SA noch bis zum Gruppenführer (General) ehrenhalber befördert. Schwitzgebel war 1932/33 in der 5. Wahlperiode Mitglied des Bayerischen Landtags. Vom 12. November 1933 bis zum Ende der NS-Herrschaft im Frühjahr 1945 gehörte Schwitzgebel außerdem dem Reichstag als Abgeordneter der NSDAP mit einem Mandat für den Wahlkreis 27 (Rheinpfalz-Saar) an.
Am 1. März 1935 wurde Schwitzgebel zum Oberregierungsrat in der Schulabteilung des Reichskommissars für das Saarland ernannt. Von 1935 bis 1937 war er mit langen Unterbrechungen Kreisleiter der NSDAP in Kaiserslautern. Zudem übernahm er 1936 das Amt des Kreis- und Gausportführers im NS-Reichsbund für Leibeserziehung und wurde örtlicher Gauinspekteur.  Am 10. Oktober 1937 wurde Schwitzgebel als Nachfolger des wegen Alkoholproblemen ausgeschiedenen Ernst Dürrfeld zum Oberbürgermeister von Saarbrücken ernannt, ein Amt, das er bis zu seiner Flucht am 20. März 1945 innehatte. Während seiner Amtszeit war er stellvertretender Aufsichtsratsvorsitzender der Saar-Ferngasgesellschaft AG und übernahm auch den Vorsitz des Deutschen Gemeindetages Saarpfalz. Er wurde 1938 zum Ehrenbürger der Stadt Zweibrücken ernannt. Nach dem Anschluss Österreichs war er bis 1939 Kommunalbeauftragter des „Reichskommissars für die Wiedervereinigung Österreichs mit dem Reich“ Josef Bürckel in Wien.
Mit der deutschen Besetzung Polens nach Beginn des Zweiten Weltkrieges amtierte er vom 24. September 1939 bis zum 31. Mai 1940, also in der Zeit der ersten Evakuierung Saarbrückens, als Stadthauptmann in Radom. Sein Distriktgouverneur dort war Karl Lasch. Danach war er von 1940 bis 1944 zudem Leiter der Stadtverwaltung Forbach und des Verwaltungsbezirks Forbach im okkupierten Lothringen. Von September 1941 bis Anfang Juli 1944 war er außerdem kommissarischer Kreisleiter der Kreise Saarbrücken-Stadt und Saarbrücken-Land.
Schwitzgebel wurde nach Kriegsende am 13. Juli 1945 verhaftet und interniert. Am 22. Oktober 1948 wurde er im Spruchkammerverfahren in die Gruppe I („Hauptschuldige“) eingestuft und zu vier Jahren Haft verurteilt. Am 14. April 1949 wurde er mit der Auflage, das Saarprotektorat zu verlassen, vorzeitig aus dem Internierungslager Theley entlassen.
Seit dem 24. Dezember 1920 war Schwitzgebel mit der Handarbeitslehrerin Paulina Kurz, die ab 1923 als Funktionärin in der NS-Frauenschaft aktiv war, verheiratet.